# Motorola DynaTAC

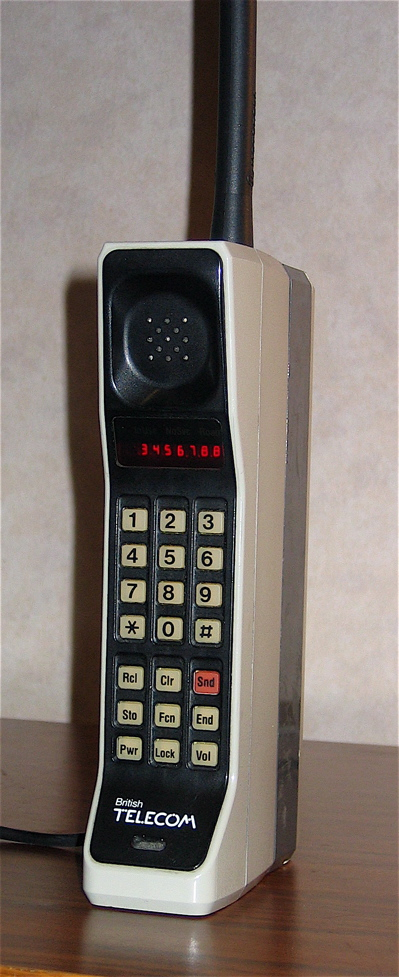
Das DynaTAC 8000X

Das DynaTAC 8000X von Motorola war das weltweit erste kommerzielle Mobiltelefon. DynaTAC war die Abkürzung für Dynamic Adaptive Total Area Coverage. Es nutzte den damaligen Mobilfunkstandard AMPS.
Im Jahr 1973 startete bei Motorola unter Martin Cooper und dem Chefdesigner Rudy Krolopp die Entwicklung, die 10 Jahre später in Form des Dynatac 8000X am 21. September 1983 seine FCC-Zulassung erhielt. Es wog 794 g und maß 33 × 4,5 × 8,9 cm. Damals kostete es noch 3.995 US-Dollar (entspricht inflationsbereinigt aktuell 12.582 US-Dollar), bot eine Gesprächsdauer von etwa einer Stunde und konnte 30 Nummern speichern. Dennoch hatten schon ein Jahr später (1984) 300.000 Menschen den Urvater des modernen Mobiltelefons. Ein ähnliches Modell ist das als „Knochen“ bekannte Motorola International 3200.
Das Motorola DynaTAC 8000X bestand größtenteils aus einem robusten Gehäuse aus ABS-Kunststoff, das für seine Stoßfestigkeit und Langlebigkeit bekannt ist. Die äußere Gestaltung war funktional und rechteckig, mit einer charakteristischen ausziehbaren Antenne aus Metall, die für den Mobilfunkempfang notwendig war.
Im Inneren verfügte das Gerät über mehrere Leiterplatten (Platinen), die die elektronischen Schaltungen trugen. Diese waren hauptsächlich aus Epoxidharz gefertigt und enthielten zahlreiche elektronische Bauteile wie Transistoren, Widerstände, Kondensatoren und integrierte Schaltkreise (ICs), die aus Silizium bestanden.
Das Gerät verfügte über eine physische Tastatur mit 21 Tasten, die aus Kunststoff gefertigt war. Zur Anzeige von Telefonnummern und Statusinformationen diente ein einfaches LED-Display, das ausschließlich numerische Zeichen darstellen konnte.
Der fest eingebaute Nickel-Cadmium-Akku (NiCd) ermöglichte eine Gesprächszeit von bis zu 30 Minuten, wobei die Ladezeit etwa 10 Stunden betrug. Der Akku war im Vergleich zu heutigen Standards groß und schwer.
Der Lautsprecher und das Mikrofon waren im oberen und unteren Bereich des Geräts integriert und bestanden aus einer Kombination von Metallteilen, Magneten und Kunststoffmembranen.

## Trivia
Infolge der erfolgreichen Entwicklung des DynaTAC 8000x rief Martin Cooper mit dem ersten Anruf seinen Konkurrenten bei Bell Laboratories, Joel Engel, von einem Manhattaner Bürgersteig aus an.